# Louga
Louga és una ciutat del Senegal, capital del departament de Louga i de la regió de Louga. La regió es troba al nord-oest del país, i la ciutat de Louga, al nord-oest de la regió, a uns 50 km de distància de la costa atlàntica.
Les principals ètnies són els wòlofs, els peuls, els tuculors i els maures. En els cens del 1988 i 2002 tenia 52.057 i 73.662 habitants. El 2007, segons estimacions oficials, la vila tindria 82.884 habitants.

## Història
Els orígens de la ciutat són controvertits, però Louga ràpidament van créixer i es van desenvolupar, gràcies a la fortalesa militar construïda el 1883 per les autoritats colonials franceses (el primer governador no militar, René Servatius) per pacificar el país del Cayor amenaçat pels tiédos (guerrers) de Lat Dior. Posteriorment fou promoguda a capital de la província del Cayor formant part de la colònia francesa del Senegal. Aviat, la ciutat va atreure a les poblacions musulmanes afectades per les exaccions dels tiédos.
En 1887, Louga tenia mil habitants dedicats a l'agricultura, la ramaderia i el comerç. A finals del segle xix, Louga comença a prendre les característiques d'un centre urbà i tenir un paper en la vida econòmica i social de la comarca anomenada Ndiambour. El 18 de gener de 1887 es va crear el cercle de Louga. Aquest canvi d'estatus va permetre una reorganització de la ciutat per fer front als reptes del futur. Una primera urbanització va ser planificada i construïda el 1894. Louga amb el temps es va assemblar a moltes altres ciutats colonials, amb un centre de la ciutat amb tota la infraestructura i els suburbis totalment privat d'elles.
A principis de 1900, Louga va gaudir d'un considerable desenvolupament en l'establiment del Marbath, o mercat de bestiar. A Santhiaba, districte situat a l'oest de la línia de ferrocarril Dakar-Níger, una altra urbanització va ser construïda el 1901, que li va valer una promoció de ciutat mixta el 1905. L'accessió del Senegal a la independència va millorar el desenvolupament d'aquesta ciutat i va fer créixer la població ràpidament.
Les reformes administratives successives que han tingut lloc des del període colonial han portat a Louga des l'estatuts de capital de província, de cercle, de ciutat mixta i de municipi (comuna). El perímetre comunal corrent que té una superfície de 1800 hectàrees ha estat definit pel Decret Nº 7840 de 2 de novembre de 1954. S'ha ampliat considerablement com a resultat de moltes subdivisions consecutives i d'instal·lacions massives de poblacions. L'extensió de les zones urbanes han creuat la frontera dels terrenys comuns ocupant les terres dels pobles circumdants. Avui en dia, el perímetre municipal projectat cobreix una àrea aproximada de 3.035,25 hectàrees, una augment de l'extensió del 75%.